# Jörg-Olaf Wolff
Jörg-Olaf Wolff (* 18. Januar 1959; † 20. August 2023 in Oldenburg) war ein deutscher Ozeanograph und Hochschullehrer für Physikalische Ozeanographie an der Universität Oldenburg. Sein Forschungsschwerpunkt lag auf der numerischen Modellierung von Meeresströmungen, der Wechselwirkung zwischen Ozean und Atmosphäre sowie der Ozeanographie der Küsten.

## Leben
Wolff studierte Ozeanographie, Meteorologie und Physik an der Universität Hamburg. Dort promovierte er 1990 mit der Dissertation Zur Dynamik des antarktischen Zirkumpolarstromes in Physikalischer Ozeanographie. Bis 1992 war er als Wissenschaftlicher Mitarbeiter am Max-Planck-Institut für Meteorologie in Hamburg tätig. 
Anschließend ging Wolff nach Australien, wo er von 1993 bis zu seiner Berufung an die Universität Oldenburg am Cooperative Research Centre for the Antarctic and Southern Ocean Environment in Hobart, Tasmanien forschte. 1999 wurde er Hochschullehrer für Physikalische Ozeanographie am Institut für Chemie und Biologie des Meeres der Universität Oldenburg. Von 2001 bis 2021 war er Hauptherausgeber der Fachzeitschrift Ocean Dynamics. Des Weiteren fungierte er ab 2001 mehrere Jahre als Vorsitzender und stellvertretender Vorsitzender der Deutschen Gesellschaft für Meeresforschung. Von 2009 bis 2012 war er Adjunct Professor an der University of Southern Queensland in Toowoomba, Queensland. 2016 wurde er zum Adjunct Professor der Shanghai Ocean University ernannt.

## Forschung
Wolffs Forschungsschwerpunkt lag auf der numerischen Modellierung von Meeresströmungen, der Wechselwirkung zwischen Ozean und Atmosphäre sowie der Ozeanographie der Küsten.
Von 2016 bis 2020 koordinierte er den Forschungsverbund „Makroplastik in der südlichen Nordsee“ der Universität Oldenburg, in dem interdisziplinär Quellen, Verteilungswege und Anreicherungsgebiete von Plastikmüll untersucht wurden.